# پنفیلد، ایلینوی
پنفیلد (به انگلیسی: Penfield) یک منطقهٔ مسکونی در ایالات متحده آمریکا است که در شهرستان شمپین، ایلینوی واقع شده‌است. پنفیلد ۱۹۳ نفر جمعیت دارد و ۲۱۷ متر بالاتر از سطح دریا واقع شده‌است.